# Spacenet 3
O Spacenet 3 foi um satélite de comunicação geoestacionário que foi construído pela RCA Astro, ele seria operado pela Spacenet, mas, o mesmo foi perdido durante o lançamento após o veículo de lançamento falhar. O satélite foi baseado na plataforma Star-30BP.

## Lançamento
O satélite foi lançado com sucesso ao espaço no dia 12 de setembro de 1985, por meio de um veiculo Ariane 3 lançado a partir do Centro Espacial de Kourou, na Guiana Francesa, juntamente com o satélite ECS-3. O Spacenet 3 foi perdido devido a uma falha do veículo de lançamento. Ele tinha uma massa de lançamento de 1 195 kg.

## Capacidade
O Spacenet 3 era equipado com 18 (mais 3 de reserva) transponders em banda C e 6 (mais um de reserva) em banda Ku.